# Richard William Smith
Richard William Smith (Halifax, 28 aprile 1959) è un arcivescovo cattolico canadese, dal 25 febbraio 2025 arcivescovo metropolita di Vancouver.

## Biografia

### Formazione e ministero sacerdotale
Dopo aver studiato alla St. Mary's University e all'Atlantic School of Theology di Halifax, è stato ordinato sacerdote il 23 maggio 1987. Ha proseguito gli studi a Roma presso la Pontificia Università Gregoriana, dove ha conseguito nel 1993 la licenza e nel 1998 il dottorato in sacra teologia.
Contemporaneamente è stato cappellano della comunità dei non udenti ad Halifax e docente di teologia sacramentaria e dogmatica presso il seminario maggiore di London, in Ontario. Dal 2001 al 2002 è stato vicario generale dell'arcidiocesi di Halifax.

### Ministero episcopale
Il 27 aprile 2002 papa Giovanni Paolo II lo ha nominato vescovo di Pembroke.
Ha ricevuto l'ordinazione episcopale il 18 giugno successivo nella cattedrale di Pembroke dalle mani dell'arcivescovo di Ottawa Marcel André Joseph Gervais, co-consacranti l'arcivescovo di Halifax Terrence Thomas Prendergast e l'arcivescovo emerito di Halifax Austin-Emile Burke.
Il 7 settembre 2006, il 7 novembre 2011 e il 27 marzo 2017 ha compiuto la visita ad limina.
Il 22 marzo 2007 papa Benedetto XVI lo ha promosso arcivescovo metropolita di Edmonton, prendendo possesso il 1º maggio successivo. Ha ricevuto il pallio dal Santo Padre in piazza san Pietro a Roma il 30 giugno successivo.
Dal 23 ottobre 2009 al 18 ottobre 2011 è stato vicepresidente della Conferenza Episcopale Canadese, per poi divenire presidente fino al 2013; è stato ricevuto in udienza papale il 25 febbraio 2011 e il 10 novembre 2012.
Ha preso parte alla XIV assemblea generale ordinaria del sinodo dei vescovi, che si è svolta dal 4 al 25 ottobre 2015, dal titolo: "La vocazione e la missione della famiglia nella Chiesa e nel mondo contemporaneo".
Nel gennaio del 2016 ha visitato la provincia pallottina dell'Assunzione della Beata Vergine Maria a Bangalore, in India, presiedendo la celebrazione eucaristica in occasione della festa del fondatore san Vincenzo Pallotti: vi è un legame tra le due diocesi, in quanto otto pallottini servono all'interno dell'arcidiocesi di Edmonton.
In occasione della seconda giornata mondiale dei poveri ha organizzato un pranzo per i poveri, tra cui i senza tetto, i disoccupati e i tossicodipendenti.
Ha accolto e indirizzato un messaggio di saluto a papa Francesco al termine della santa messa tenutasi dal Santo Padre al Commonwealth Stadium di Edmonton durante il viaggio apostolico in Canada avvenuto nel luglio 2022.
Il 25 febbraio 2025 lo stesso papa lo ha nominato arcivescovo metropolita di Vancouver. Il 23 maggio successivo ha preso possesso dell'arcidiocesi.

## Stemma e motto

Stemma da arcivescovo

### Blasonatura
D'azzurro, a tre spighe di grano d'oro, poste in palo, in sbarra e in banda, caricate da un grappolo d'uva dello stesso; mantellato abbassato d'argento, caricato a destra del trifoglio di verde e a sinistra della rosa di rosso, bottonata d'oro e punteggiata di verde.
Ornamenti esteriori da arcivescovo metropolita (pallio omesso in attesa della ricezione).
Motto: Fiat voluntas tua.

## Genealogia episcopale e successione apostolica
La genealogia episcopale è:
- Cardinale Scipione Rebiba
- Cardinale Giulio Antonio Santori
- Cardinale Girolamo Bernerio, O.P.
- Arcivescovo Galeazzo Sanvitale
- Cardinale Ludovico Ludovisi
- Cardinale Luigi Caetani
- Cardinale Ulderico Carpegna
- Cardinale Paluzzo Paluzzi Altieri degli Albertoni
- Papa Benedetto XIII
- Papa Benedetto XIV
- Cardinale Enrico Enriquez
- Arcivescovo Manuel Quintano Bonifaz
- Cardinale Buenaventura Córdoba Espinosa de la Cerda
- Cardinale Giuseppe Maria Doria Pamphilj
- Papa Pio VIII
- Papa Pio IX
- Cardinale Raffaele Monaco La Valletta
- Cardinale Diomede Angelo Raffaele Gennaro Falconio, O.F.M.Ref.
- Arcivescovo John Thomas McNally
- Vescovo Joseph Francis Ryan
- Vescovo Paul Francis Reding
- Vescovo John Michael Sherlock
- Arcivescovo Marcel André Joseph Gervais
- Arcivescovo Richard William Smith

La successione apostolica è:
- Vescovo Gregory John Bittman (2012)
- Vescovo Paul Terrio (2012)
- Vescovo Gary Anthony Franken (2022)